# Ousson (affluent de la Dhuy)
Ne doit pas être confondu avec Ousson (affluent de la Loire).
L'Ousson, ou la Loue, est un cours d'eau français qui coule dans le département du Loiret. C'est un affluent de la Dhuy en rive droite, donc un sous-affluent de la Loire.

## Géographie
L'Ousson présente une longueur de 14,7 kilomètres. Il prend sa source dans la commune de Sigloy, à une altitude de 106 m, et se jette dans la Dhuy, dans la commune de Sandillon, à une altitude de 100 m. Le cours d'eau présente ainsi une pente hydraulique de 0,4 mm/m. Il s'écoule globalement de l’est vers l'ouest.

### Communes traversées
L'Ousson traverse 5 communes, soit de l'amont vers l'aval : Sigloy, Tigy, Férolles, Ouvrouer-les-Champs, Sandillon.

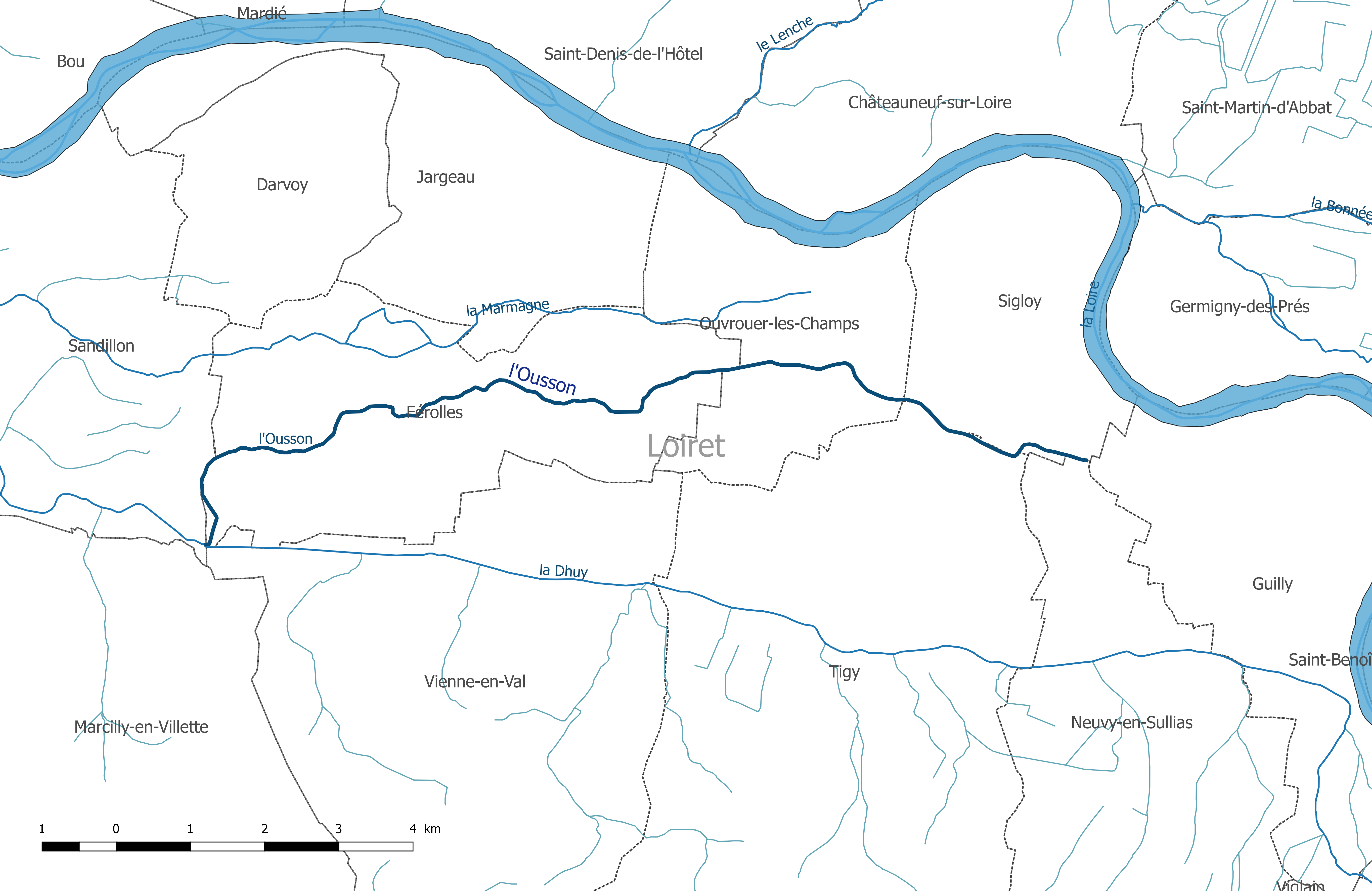
Cours d'eau l'Ousson.

### Bassin versant
Son bassin versant correspond à la zone hydrographique « la Dhuy de sa source a la Marmagne (c) (k437) », au sein du bassin DCE plus large « La Loire, les cours d'eau côtiers vendéens et bretons ». Ce dernier s'étend sur 170 km2. Il est constitué à 70.97 % de « territoires agricoles », 25.62 % de « forêts et milieux semi-naturels » et à 3.24 % de « territoires artificialisés ».

## Pêche et peuplements piscicoles
La catégorie piscicole est un classement juridique des cours d'eau en fonction des groupes de poissons dominants. Un arrêté réglementaire préfectoral permanent reprend l’ensemble des dispositions applicables en matière de pêche dans le département du Loiret en les différenciant selon les catégories piscicoles. L'Ousson est classé en deuxième catégorie, c'est-à-dire que l'espèce biologique dominante est constituée essentiellement de poissons blancs (cyprinidés) (donc rivière cyprinicole) et de carnassiers (brochet, sandre et perche).

## Gouvernance

### Échelle du bassin
En France, la gestion de l’eau, soumise à une législation nationale et à des directives européennes, se décline par bassin hydrographique, au nombre de sept en France métropolitaine, échelle cohérente écologiquement et adaptée à une gestion des ressources en eau. L'Ousson est sur le territoire du bassin Loire-Bretagne et l'organisme de gestion à l'échelle du bassin est l'agence de l'eau Loire-Bretagne.

### Échelle locale
En 2017, l'Ousson était géré au niveau local par le syndicat intercommunal du Bassin du Loiret.

#### SAGE Val Dhuy - Loiret

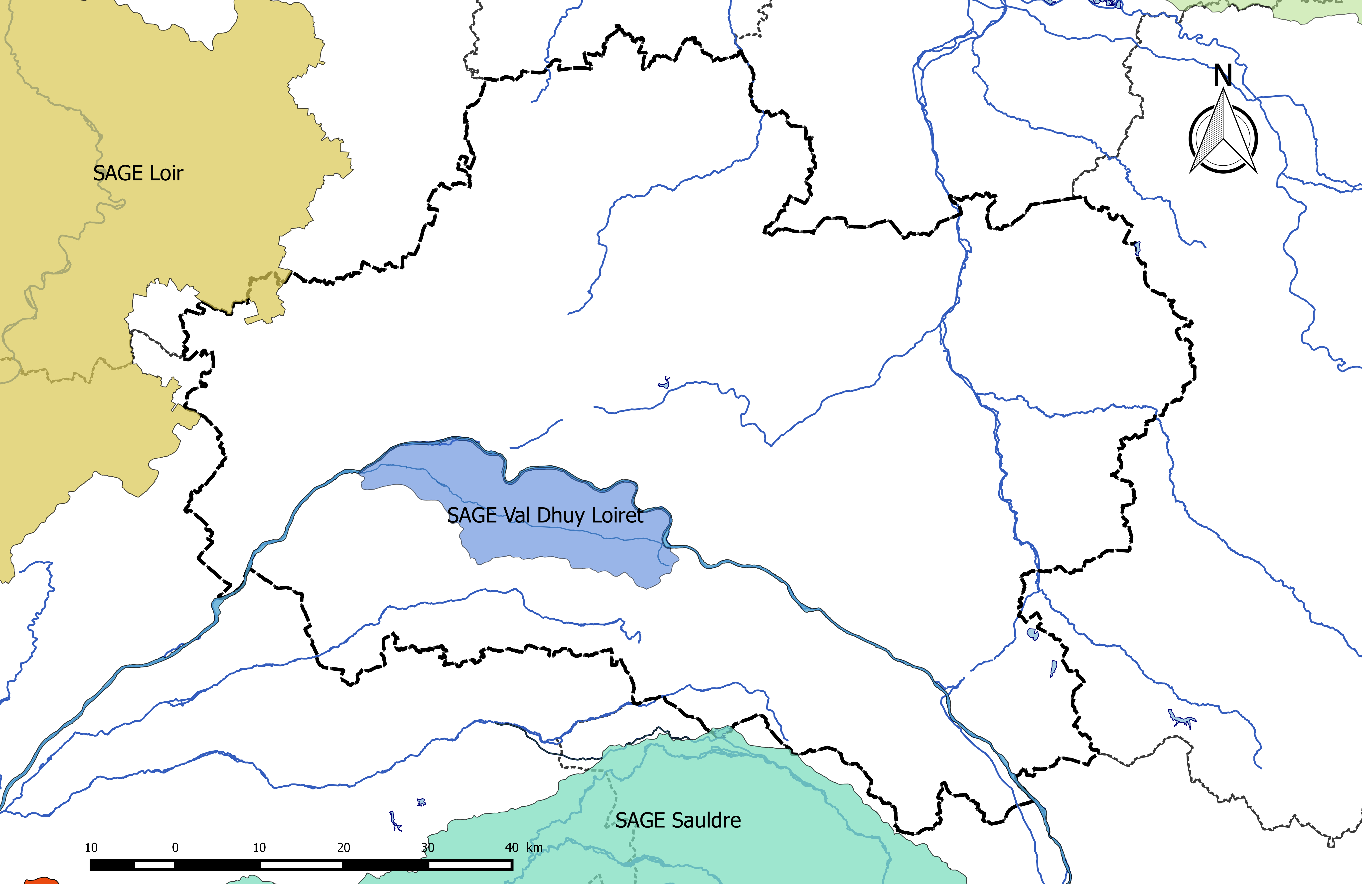
Carte des SAGE concernant le Loiret.

Le schéma d'aménagement et de gestion des eaux (SAGE) est un outil de planification au périmètre plus restreint que le schéma directeur d'aménagement et de gestion des eaux (Sdage). Il est fondé sur une unité de territoire où s’imposent une solidarité physique et humaine (bassins versants, nappes souterraines, estuaires, …). Il fixe les objectifs généraux, les règles, les actions et moyens à mettre en oeuvre pour gérer la ressource en eau et concilier tous ses usages. Le SAGE est élaboré par une commission locale de l’eau (C.L.E.) composée d’élus, d’usagers et de représentants de l’Etat. Il doit être approuvé par le Préfet après avis du comité de bassin pour devenir opposable aux décisions publiques. Les SAGE doivent être compatibles avec les orientations du SDAGE en application sur leur territoire. Le SAGE Val Dhuy - Loiret est un des quatre SAGE concernant le département du Loiret. Il couvre une partie du val d'Orléans et concernent les cours d'eau de l'Ousson, de la Marmagne et du Dhuy.
| Nom du SAGE       | Phase        | Périmètre fixé le | Création CLE    | Approuvé le      | Superficie | Nb communes du Loiret |
| ----------------- | ------------ | ----------------- | --------------- | ---------------- | ---------- | --------------------- |
| Val Dhuy - Loiret | Mis en œuvre | 14 janvier 1999   | 26 octobre 1999 | 15 décembre 2011 | 331 km2    | 21                    |